# Västmanlandsgruppen

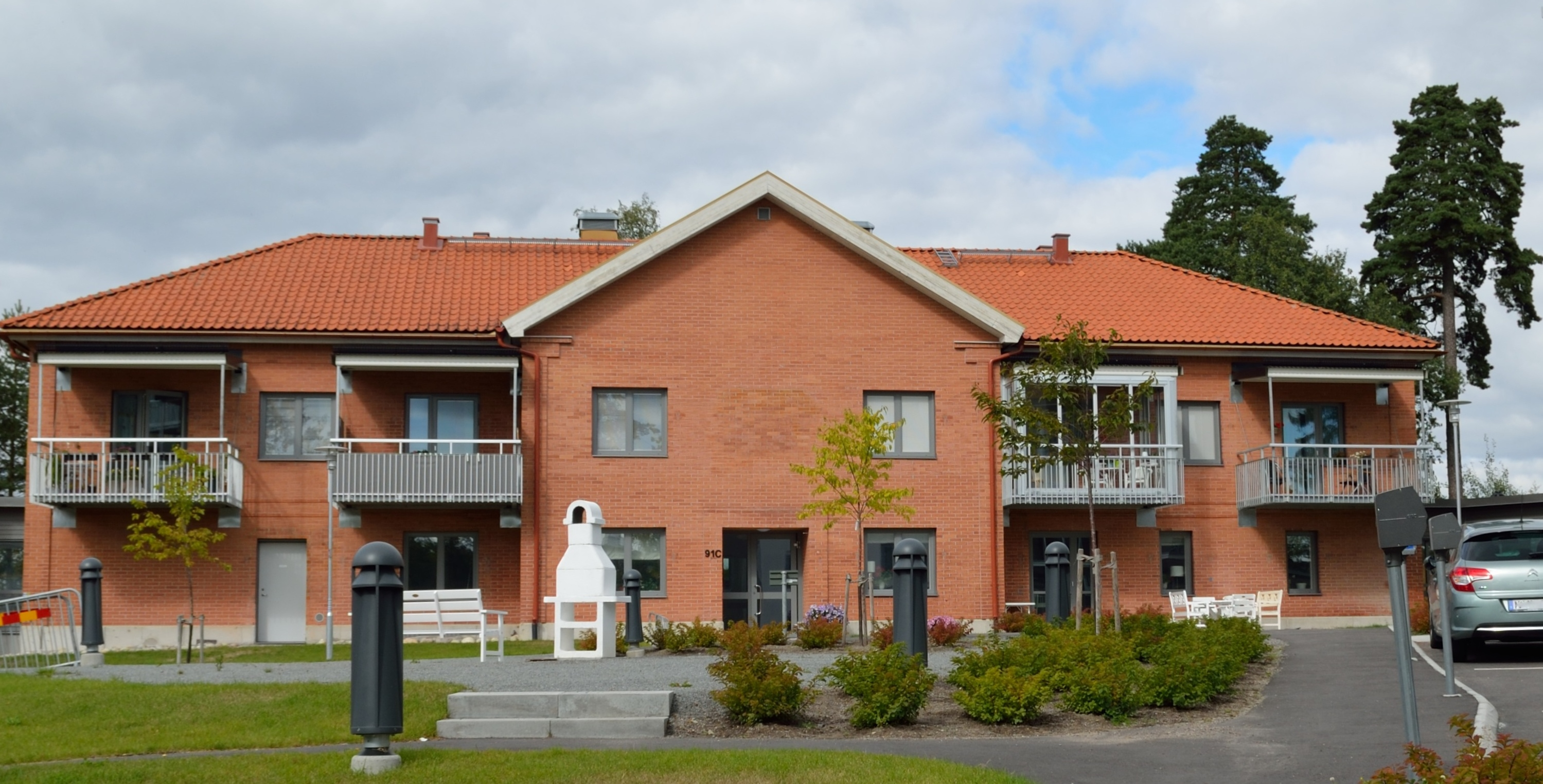
Före detta stabshus vid Regementsgatan 91.

Västmanlandsgruppen var en svensk militärdistriktsgrupp inom Hemvärnet som verkade åren 1998–2004. Förbandsledningen var förlagd i Västerås garnison i Västerås.

## Historia
Inför försvarsbeslutet 1996 föreslog regeringen en ny försvarsområdesindelning, vilket innebar att tre försvarsområdesstaber inom Mellersta militärområdet skulle avvecklas senast den 31 december 1997. De tre staber som föreslogs för avveckling återfanns i Gävle, Linköping och Västerås. Gällande staben i Västerås föreslogs den tillsammans med staben i Enköping att bilda ett gemensamt försvarsområde. Därmed avvecklades Västmanlands regemente den 31 december 1997 och från den 1 januari 1998 kom Västmanlands försvarsområde att integreras i Uppsala försvarsområde, som antog namnet Uppsala och Västmanlands försvarsområde. Som stöd till hemvärn och frivilligverksamheten inom Västmanlands län och före detta Västmanlands försvarsområde bildades försvarsområdesgruppen Västmanlandsgruppen.
Som ett led i försvarsbeslutet 2000 avvecklades försvars- och militärområdena den 30 juni 2000 och från och med den 1 juli 2000 organiserades i dess ställe militärdistrikt. Därmed avvecklades bland annat Uppsala och Västmanlands försvarsområde. De nya militärdistrikten motsvarade geografiskt sett de gamla militärområdena. Den stora skillnaden var att militärdistrikten var den lägsta nivån där chefen var territoriellt ansvarig. Inom militärdistrikten organiserades militärdistriktsgrupper, i regel en för varje län. Då Västmanlandsgruppen redan var organiserad inom Västmanlands län, kom den endast att organisatoriskt att överföras den 1 juli 2000 till Mellersta militärdistriktet.
Inför försvarsbeslutet 2004 föreslog regeringen för riksdagen, efter förslag från Försvarsmakten, att reducera antalet militärdistriktsgrupper. Då det enligt Försvarsmakten skulle organiseras färre hemvärnsförband, men bättre utbildade och uppfyllda förband. Försvarsbeslutet innebar bland annat att Västmanlandsgruppen skulle upplösas och avvecklas den 31 december 2004. Från och med 1 januari 2005 övergick verksamheten till en avvecklingsorganisation, fram till att avvecklingen skulle vara slutförd senast den 30 juni 2006. Avvecklingsorganisationen upplöstes i sin tur den 30 juni 2005, då avvecklingen av förbandet var slutförd. Gruppens hemvärnsbataljoner, tillsammans med övriga frivilliga försvarsorganisationer inom Västmanlands län, överfördes den 1 juli 2005 till Upplandsgruppen som antog det nya namnet Upplands- och Västmanlandsgruppen.

## Verksamhet
Chefen Västmanlandsgruppen var direkt underställd chefen Mellersta militärdistriktet både vad gällde produktionsledning av hemvärnsförbanden samt insatsledning i Västmanlands län. Västmanlandsgruppens uppgifter var att utbilda, organisera och administrera hemvärnsförbanden i Västmanlands län. Gruppen skulle vidare stödja frivilliga försvarsorganisationer samt vara beredd att leda insatser till stöd för samhället i övrigt.

## Förläggningar och övningsplatser
Västmanlandsgruppen förbandsledningen var förlagd till Regementsgatan i stadsdelen Viksäng i Västerås. Det område som Västmanlandsgruppen lämnade övergick i januari 2007 i privat ägo, och har sedan dess omvandlats till ett bostadsområdet. Kvar finns det gamla stabshuset som även det är ombyggt till lägenheter.

## Heraldik och traditioner
Västmanlandsgruppen var sedan den 30 augusti 1997 arvtagare och traditionsbärare till Västmanlands regemente (I 18). Sedan den 1 juli 2005 förs dessa traditioner vidare av Upplands regemente (S 1), och sedan den 1 januari 2007 Ledningsregementet (LedR). Från 1 juli 2012 förs de vidare av Västmanlands hemvärnsbataljon. År 2005 instiftades Västmanlands regementes minnesmedalj i silver (VästmanlfoMSM).

## Förbandschefer
- 1998–2003: Överstelöjtnant Krister Mattsson
- 2003–2005: Överstelöjtnant Nils Roger Skanser

## Namn, beteckning och förläggningsort
| Västmanlandsgruppen                   | 1998-01-01 | – | 2004-12-31 |
| Avvecklingsområde Västmanlandsgruppen | 2005-01-01 | – | 2005-06-30 |

| okänt | 1998-01-01 | – | 2005-06-30 |

| Västerås garnison (F) | 1998-01-01 | – | 2005-06-30 |